# Ontdekkingsreis
Een ontdekkingsreis of expeditie is een reis waarin niet of weinig bekende gebieden verkend worden.

## Geschiedenis

### Oudheid
Al vroeg begonnen ontdekkingsreizen diverse delen van de aarde met elkaar te verbinden. Zo waren er al rond 3000 v.Chr. contacten tussen de Soemeriërs en de Indusbeschaving. Het land Dilmun (het huidige Bahrein) speelde hierin een belangrijke rol.
Een belangrijk handelsvolk werd gevormd door de Feniciërs. Zij voeren over de gehele Middellandse Zee, en stichtten kolonies zoals Gades (Cádiz). Na verloop van tijd werden de Fenicische stadstaten overvleugeld door de voormalige kolonie Carthago. De Carthagers breidden hun handelsnetwerk uit tot aan Engeland (Himilco) en langs de Atlantische kust van Afrika (Hanno). Ook zijn er aanwijzingen dat ze de Azoren hebben bezocht.
Ook de Grieken bezochten vele nieuwe gebieden. Scylax van Caryanda voer rond Arabië van Perzië naar Egypte, Pytheas onderzocht Noordwest-Europa, en sprak over een 'verste land' dat hij Thule noemde en Alexander de Grote veroverde het toen in Europa nog grotendeels onbekende Midden-Oosten en India (325-280 v.Chr.).
Ook in de Romeinse tijd waren het vooral de Grieken die verre reizen maakten. Met behulp van de passaatwinden werd over de Indische Oceaan naar India en Zuidoost-Azië gevaren, misschien zelfs tot China. Vanuit China zelf werd, vooral door de reizen van Zhang Qian, de zijderoute geopend, die het Chinese en het Romeinse wereldrijk met elkaar verbond.

### Middeleeuwen
Gedurende de vroege middeleeuwen werden vanuit christelijk Europa weinig verre reizen gemaakt. Verder dan pelgrimages naar Rome en Palestina kwam men meestal niet. De enige belangrijke West-Europese ontdekkingen in deze tijd werden gedaan door de Ierse monniken. Zij voeren in hun boten de Atlantische Oceaan op, op zoek naar plaatsen voor eenzame contemplatie, en ontdekten de Shetlandeilanden, Faeröer en IJsland. De verhalen van Sint Brandaan vormen een neerslag van de Ierse ontdekkingen.
De Ieren werden gevolgd door de Vikingen, die ook Groenland en Noord-Amerika (zie L'Anse aux Meadows) ontdekten, en daar kolonies stichtten. Ook in Rusland bevoeren Viking-handelaren de diverse rivieren, en stichtten de stad Novgorod en het Kievse Rijk.
Twee ontwikkelingen brachten in de hoge middeleeuwen de Europese contacten met Azië tot een nieuw hoogtepunt. Allereerst waren er de Kruistochten, die niet alleen de West-Europeanen een steunpunt in het Midden-Oosten gaven, maar ze ook kennis deed maken met specerijen en andere oosterse goederen. Italiaanse stadstaten als Venetië en Genua werden rijk van de specerijenhandel met Egypte en Syrië, maar Europeanen reisden ook zelf naar Perzië en India.
Ten tweede was er de opkomst van het Mongoolse Rijk. Aanvankelijk trokken reizigers als Giovanni da Pian del Carpine en Willem van Ruysbroeck naar Centraal-Azië in een poging de Mongolen te bewegen Europa voor hun rooftochten te sparen, maar later werd de 'Pax mongolica' gebruikt door handelaren als Marco Polo en missionarissen als Giovanni da Montecorvino om veilig te kunnen reizen tot aan China toe.

### 15e eeuw
In de 14e eeuw leidde het verval van het Mongoolse Rijk tot een verlies van de Europese reismogelijkheden in Azië, en werd het bereisde gebied ingeperkt tot Europa en het Middellandse Zeegebied. Begin 15e eeuw begon een nieuwe fase in de ontdekkingsgeschiedenis met de reizen van Hendrik de Zeevaarder. Deze Portugese prins zond schepen zuidwaarts langs de kust van Afrika. Ook na Hendriks dood gingen de Portugese ontdekkingsreizen door. In 1482 bereikte Diogo Cão de Kongo, in 1488 rondde Bartolomeu Dias Kaap de Goede Hoop, en in 1498 voltooide Vasco da Gama de reis rond Afrika met de eerste zeereis van Europa naar India. Die 16.000 km lange zeereis wordt ook wel "Carriera da India" genoemd.
Ook andere landen werden tegen het einde van de eeuw actief: De Genuees Christoffel Columbus ontdekte in 1492 in dienst van Spanje Amerika (meer precies het Caraïbisch gebied), en de Venetiaan Giovanni Caboto in Engelse dienst Noord-Amerika (waarschijnlijk Newfoundland).

### 16e eeuw
De Portugezen vestigden een handelsrijk in Azië. Vanuit India werden de Molukken, China en Japan bereikt, en door handelaren en missionarissen aangedaan.
Ook Spanje wenste een deel van de rijkdommen van het Verre Oosten, wat leidde tot de eerste reis rond de wereld, in Spaanse dienst uitgevoerd door de Portugees Ferdinand Magellaan.
Grote delen van Amerika werden veroverd door Spaanse conquistadores als Hernán Cortés (Mexico, 1519-1524) en Francisco Pizarro (Peru, 1531-1534). Andere conquistadores waren minder gelukkig, maar waren wel de eerste bezoekers van grote delen van Amerika. Zo verkenden Hernando de Soto en Francisco de Coronado de huidige Verenigde Staten, en voer Francisco de Orellana als eerste de Amazone af.
Ook andere landen zochten routes naar de nieuwe landen, in het bijzonder de Engelsen en later de Nederlanders. Op zoek naar een doorvaart naar Indië werden de noordelijke regionen verkend. Mannen als Giovanni da Verrazzano, Martin Frobisher en John Davis zochten een route om of door Noord-Amerika, terwijl Willem Barentsz de zeeën ten noorden van Europa verkende, waarbij Spitsbergen werd ontdekt en een beroemde overwintering op Nova Zembla plaatsvond.

### Noord-Amerika
Noord-Amerika werd, als we de indianen en de Vikingen en andere, meer hypothetische, reizen niet meerekenen, ontdekt door Giovanni Caboto in 1497. De eerste Spanjaard die het continent zag was Juan Ponce de León, die in 1513 Florida ontdekte. Spaanse conquistadores reisden door het gebied op zoek naar goud, waarbij Hernando de Soto de zuidoostelijke Verenigde Staten exploreerde (1539-1542), en Francisco Vásquez de Coronado vrijwel gelijktijdig de zuidwestelijke (1540-1542). De Spanjaarden hielden zich ook bezig met kolonisatie: St. Augustine in Florida is de oudste nog bestaande Europese nederzetting in Noord-Amerika (1565), en in 1598 stichtte Juan de Oñate New Mexico.
De meeste andere 16e-eeuwse ontdekkingsreizen hadden als doel een vaarroute door of om Noord-Amerika naar de Oriënt te vinden. Giovanni da Verrazzano onderzocht de kust van de Verenigde Staten in dienst van Frankrijk in 1524 (hetzelfde gebied werd het volgende jaar bezocht door Estevao Gomes, een Portugees in Spaanse dienst). In 1533 ontdekte Jacques Cartier de Straat van Belle Isle tussen Newfoundland en Labrador. Hij voer eindweegs de rivier de Saint Lawrence op en deed ook een mislukte poging om een kolonie in Canada te stichten.
Nog verder noordelijk waren de Engelsen actief. Martin Frobisher ontdekte Frobisherbaai en mijnde daar waardeloos pyriet, menende dat het gouderts was. Henry Hudson, die eerder al voor de Nederlanders de Hudson was opgevaren, ontdekte in 1610 de Straat Hudson en Hudsonbaai. Diverse ontdekkingsreizigers (zoals Thomas James, William Baffin en Jens Munk) hoopten vanuit de baai een doorgang naar het westen te vinden, maar toen dat niet lukte werd de hoop op een Noordwestelijke Doorvaart voorlopig opgegeven.
De Engelsen hadden onder leiding van Walter Raleigh in 1585-1590 geprobeerd een kolonie te stichten op Roanoke Island, maar deze was verdwenen. In 1607 werd een kolonie gesticht onder leiding van John Smith, die nog tot op de dag van vandaag bestaat: Jamestown. Ook andere Europese koloniën werden rond deze tijd gesticht: Montreal (Frans) in 1611, Nieuw Amsterdam (Nederlands) in 1613, en Plymouth Colony (onafhankelijk-Engels) in 1620. De Fransen onder Samuel de Champlain hadden de beste uitgangspositie, en Franse missionarissen en bonthandelaren verkenden spoedig het gebied rond de Grote Meren. Waarschijnlijk de belangrijkste Franse ontdekkingsreiziger na Champlain was René-Robert Cavelier, Sieur de La Salle, die de Ohio afvoer, forten stichtte bij het Michiganmeer, de Mississippi afvoer tot aan de monding en een poging deed Texas te koloniseren.
Twee andere Franse ontdekkingsreizigers, Médard des Groseilliers en Pierre-Esprit Radisson, ontevreden met de beperkingen die in Canada aan de bonthandelaren werden opgelegd, liepen over naar de Engelsen, en hielpen bij de oprichting van de Hudson's Bay Company, die vanuit de Hudsonbaai bonthandel voerde. Het zou echter enige tijd duren voor er vanuit de handelspost ook reizen naar het binnenland werden ondernomen, met uitzondering van een reis naar het binnenland in 1690-2 van Henry Kelsey. Zijn eerste opvolger was pas Anthony Henday in 1754. In 1769-1772 ontdekte Samuel Hearne de rivier de Coppermine, en in 1774 stichtte hij een binnenlandse handelspost, Cumberland House.
Canada werd door de Engelsen op de Fransen veroverd en in Montreal richtten handelaren de Northwest Company op, die in de bonthandel een geduchte concurrent van de Hudson Bay Company werd. Een van hen, Alexander Mackenzie deed 2 pogingen de Grote Oceaan te bereiken. Op de eerste, waarin hij de naar hem genoemde Mackenzie afvoer, bereikte hij in plaats daarvan de Noordelijke IJszee, maar in 1792 trok hij de Rocky Mountains over en werd hij de eerste blanke die Noord-Amerika van oost naar west was overgestoken. Een latere belangrijke ontdekkingsreiziger was David Thompson, die voor beide maatschappijen heeft gewerkt.
Zuidelijker in Noord-Amerika waren de Spanjaarden bang dat het Verenigd Koninkrijk of Frankrijk de door hen geclaimde gebieden zouden koloniseren, en werd daarom besloten zelf op te treden. Texas werd een Spaanse kolonie en onder monnik Juan Bautista de Anza en officier Gaspar de Portolá werden missieposten en nederzettingen opgericht in Californië. De kolonisatie van Alaska begon eind 18e eeuw met Russische bonthandelaren onder Grigori Sjelichov en Aleksandr Baranov. Steunpunten waren Kodiak, Sitka en Ross (Californië).
Aan de oostkust was inmiddels een nieuwe staat ontstaan, de Verenigde Staten, en al van begin af aan voelde men daar de drang naar het westen, later Manifest Destiny genaamd. Een bekende naam is die van Daniel Boone, die de kolonisatie van Kentucky begon, waarmee het door de Amerikanen bewoonde gebied over de Appalachen werd uitgebreid. In 1803 werden de Verenigde Staten sterk uitgebreid door de aankoop van Louisiana, en president Thomas Jefferson stuurde een expeditie onder Meriwether Lewis en William Clark uit om het gebied te verkennen. Langs de Missouri en de Columbia bereikten zij in 1805 de Grote Oceaan. Meer zuidelijk onderzocht Zebulon Pike het middenwesten, maar hij werd in New Mexico door de Spanjaarden gevangengenomen.
Ook de Amerikanen gingen zich in het westen met bonthandel bezighouden, maar daarnaast trokken vanaf 1842 ook kolonisten en gelukzoekers naar Californië en Oregon, op zoek naar weidegronden en/of goud (goudkoorts van 1849). Bekende namen zijn onder meer Jedediah Smith, bonthandelaar en gids, en John Charles Frémont, soldaat en ontdekkingsreiziger, die actief was in de Amerikaanse verovering van Californië. Een heel andere reden om naar het westen te trekken had Brigham Young. Hij leidde de Mormonen naar Utah om zo aan de onvriendelijke bejegening in het oosten te ontsnappen. In de jaren 60 werd het gebied nog nauwkeuriger onderzocht om een route voor een transcontinentale spoorweg te vinden. Rond 1869 was de Central Pacific/Union Pacific een feit, en in de volgende decennia volgden meer spoorwegen.

### 19e eeuw
Begin 19e eeuw werd Antarctica ontdekt, het onbekende Zuidland waar al jaren naar werd gezocht. Grote delen van de binnenlanden van Zuid-Amerika, Azië en Afrika zijn pas in de tweede helft van de 19e eeuw in kaart gebracht.

### 20e eeuw
In het begin van de 20e eeuw werden de laatste 'witte vlekken' op de wereldkaart gevuld. Dit waren de binnenlanden van Australië en Nieuw-Guinea, enkele gebieden in Centraal-Afrika, de noordkust van Canada en Groenland en uiteraard Antarctica.